# Lilyhammer
Lilyhammer est une série télévisée américano-norvégienne créée par Anne Bjørnstad et Eilif Skodvin et diffusée entre le 25 janvier 2012 et le 17 décembre 2014 sur NRK1 en Norvège et depuis le 6 février 2012 sur Netflix aux États-Unis et Canada, où les huit épisodes de chaque saison sont mis en ligne en même temps.
Première série originale Netflix, elle est diffusée en France depuis le 14 octobre 2013 sur Canal+, car Netflix n'était pas encore disponible en France à cette période, elle sera également diffusée en clair dès en octobre 2014 sur Arte et rediffusée sur Action, Canal+ Séries et Jimmy. Néanmoins, elle reste inédite dans les autres pays francophones. Sur son compte Twitter, Steve Van Zandt a déclaré le 22 juillet 2015 que la série avait été annulée.

## Synopsis
Frank « The Fixer » Tagliano, un ancien parrain de la mafia italienne de New York, entre dans le programme de protection des témoins après avoir témoigné dans un procès aux États-Unis. Tagliano demande à être transféré à Lillehammer en Norvège, intéressé par la ville après avoir regardé les Jeux olympiques d'hiver de 1994. Sa nouvelle identité est celle de l'immigré américano-norvégien Giovanni Henriksen.
Le titre de la série fait référence à la façon dont certains anglophones prononcent mal le nom de la ville, ainsi qu'au chien de Tagliano, Lily, tué dans le premier épisode.

## Distribution
- Steven Van Zandt (V. F. : Georges Caudron) : Frank Tagliano / Giovanni « Johnny » Henriksen.
- Trond Fausa Aurvåg (V. F. : Nicolas Djermag) : Torgeir Lien.
- Marian Saastad Ottesen (no) (V. F. : Monika Lawinska) : Sigrid Haugli.
- Steinar Sagen (no) (V. F. : Éric Aubrahn) : Roar Lien.
- Fridtjov Såheim (V. F. : Jean-Pierre Michael) : Jan Johansen.
- Sven Nordin (en) : Julius Backe.
- Anne Krigsvoll (en) (V. F. : Denise Metmer) : Laila Hovland.
- Mikael Aksnes-Pehrson (no) (V. F. : Nathalie Bienaimé) : Jonas Haugli.
- Kyrre Hellum (no) (V. F. : Benjamin Pascal) : Geir « Elvis » Tvedt.
- Tommy Karlsen Sandum (no) : MC-Arne.
- Greg Canestrari (no) : Jerry Delucci.
- Tim Ahern (V.F. : Jérôme Keen) : Robert Grasso.
- Beate Eriksen : la mère d'Arne.
- Jay Benedict : agent Becker.
- Ingrid Olava : elle-même.
- Adaptation : Jessica Bluthe et Thibault Longuet.
- Directrice artistique : Monika Lawinska.

Source et légende : Version Française (V.F.) sur RS Doublage et Carton de doublage T.V..

## Épisodes

### Première saison (2012)
1. Nouveau départ (Reality Check)
2. Le Flamingo (The Flamingo)
3. Menace terroriste (Guantanamo Blues)
4. Les corbeaux de la nuit (The Midwife)
5. Amateurisme (My Kind of Town)
6. Voyage d'affaires (Pack Your Lederhosen)
7. La fête nationale (The Babysitter)
8. Drôles de trolls (Trolls)

### Deuxième saison (2013)
La deuxième saison a été en tournage entre janvier et avril 2013 en Norvège et à New York. Elle a été diffusée à partir du 23 octobre 2013 sur NRK, du 13 décembre 2013 sur Netflix et du 21 avril 2014 sur Canal+ Séries.
1. Le baptême (Millwall Brick)
2. Out of Africa (Out of Africa)
3. Un frère pour un frère (Fiddler's Green)
4. Nouvelles perspectives (The Black Toe)
5. L'île mystérieuse (The Island)
6. Brebis galeuse (Special Education)
7. Coup de froid (The Freezer)
8. Tomber le masque (Ghosts)

### Troisième saison (2014)
Le 13 janvier 2014, NRK et Netflix ont renouvelé la série pour une troisième saison de huit épisodes. Elle sera diffusée à partir du 29 octobre 2014 sur NRK et tous les épisodes seront disponibles dès le 21 novembre 2014 sur Netflix. Elle sera ensuite diffusée en France sur Canal+ Séries à partir du 1er avril 2015.
1. P'tit tigre (Tiger Boy)
2. Mission diplomatique (Stranded)
3. Retour de flamme (The Homecoming)
4. Le saut (The Jump)
5. Conflits (Tommy)
6. À la croisée des chemins (Where the Grass is Greener)
7. Délit de fuite (The Funeral)
8. Rupture non conventionnelle (Loose Ends)

## Accueil
En Norvège, le pilote a obtenu un record d'audience de 998 000 téléspectateurs, soit un cinquième de la population norvégienne.